# Orkdal
Orkdal è un ex comune norvegese della contea di Sør-Trøndelag.  Dal 1º gennaio 2020 è stato unito ai comuni di Meldal e Agdenes per formare il comune di Orkland.
Nelle vicinanze della città, sorge il campo di concentramento di Fannrem risalente all'epoca nazista.